# Меганом
Мегано́м (укр. Меганом, крымскотат. Meganom, Меганом) — полуостров, одноимённый мыс и горный массив в юго-восточной части Крыма, между Феодосией и Судаком. Административно территория относится к городскому округу Судак (согласно административно-территориальному делению России) или Судакскому городскому совету (согласно административно-территориальному делению Украины). Ландшафтный заказник регионального значения.

## Происхождение названия
Название «Меганом» имеет греческое происхождение и образовано от двух слов: греч. μέγας («мегас») — большой, просторный, и греч. νομός («номос») — выгон, пастбище, владение.

## География и рельеф
Полуостров Меганом расположен в восточной части Южного берега Крыма, между горой Алчак и мысом Француженка на юго-западе и устьем реки Коз на северо-востоке, включая Капсельскую и Козскую долины. С севера территория ограничена хребтом Токлук-Сырт.
Рельеф полуострова сложный. Бугасская балка разделяет его на западную и восточную части. Западная часть гористая, здесь выделяются гора Меганом (высшая точка местности — 358 м над уровнем моря) и гора Урманы-Усту (352 м). Восточная часть представлена коротким хребтом Караул-Карш (максимальная высота 213 м, гора Касва-Кишла). Общая площадь полуострова составляет более 37 км², протяжённость береговой линии около 16 км (12 км вдоль моря и более 9 км по суше).
Береговая линия изрезана, с многочисленными бухтами, крутыми обрывистыми склонами, оврагами и ущельями с каменистыми навалами. Выделяются четыре скалистых мыса: Рыбачий (Кильсе-Бурун), Меганом (Чобан-Басты), Бугас (Капсель) и Толстый (Мердюан-Катмер). Между мысами Меганом и Рыбачий берег представляет собой эрозионно-оползневой амфитеатр. Для Меганома характерен пустынный и полупустынный ландшафт, местами переходящий в бедленды.
Геологически полуостров образован выдвижением из основной цепи гор глыбового столового горного массива и лежит в области Судакского синклинория. В его сложении преобладают глинистые породы, песчаники и конгломераты средне- и верхнеюрского возраста.

## Климат, гидрология и почвы
Климат Меганома переходный от субсредиземноморского к умеренному, относится к типу засушливого и очень засушливого, с жарким летом и очень мягкой зимой. Среднегодовая температура воздуха в районе Судака — 11,9 °C (в феврале +1,8 °C, в июле +23,2 °C). Продолжительность солнечного сияния — 2350 часов в год. Это одно из самых засушливых мест Крыма: годовое количество осадков составляет около 272 мм, что почти в три раза меньше величины испарения. Сухость климата объясняется большой ролью восточных и северо-восточных ветров.
Район крайне беден пресной водой. В Бугасской балке протекает маловодная и периодически пересыхающая река Туклузка. Существует непересыхающий ручей к востоку от мыса Меганом и источник в верхней части южного склона между мысами Рыбачий и Меганом.
Почвенный покров представлен в основном маломощными вариантами коричневых бескарбонатных почв, местами солонцеватых. На склонах и побережье в районе Капсельской бухты сформировались солончаковые и солонцеватые почвы. Почвы характеризуются повышенной щебнистостью и каменистостью.

## Флора и фауна
Несмотря на кажущуюся скудность, флора Меганома насчитывает 889 видов высших сосудистых растений, относящихся к 399 родам и 79 семействам. Среди них 20 адвентивных видов. Отмечено 3 вида, ранее не известных для Крыма, в том числе Petrorhagia cretica.
Во флоре полуострова 72 вида относятся к различным категориям охраняемых растений. Из них 59 видов включено в Красную книгу Украины (2009), 16 — во Всемирный Красный список МСОП (1998), 23 — в Европейский Красный список. На территории Меганома произрастают 23 из 142 эндемичных растений Крыма (16% крымского эндемизма). Среди эндемиков 7 видов включены в различные охранные перечни, остальные 16, имея ограниченный ареал, относятся к уязвимой части флоры. К особо ценным видам, встречающимся чрезвычайно редко или не отмеченным в других районах Юго-Восточного Крыма, относятся Astragalus reduncus, Astragalus setosulus, Euphorbia paralias, Tulipa biflora, а также Euphorbia hirsuta, Krascheninnikovia ceratoides, Moltkia caerulea, Syrenia montana и др.
В составе основных биоморф лидируют поликарпические травы (42%) и однолетники-эфемеры (35%). Деревьев отмечено 12 видов (1,3%), кустарников — 46 (5,2%).
Растительный покров отличается высокой дифференциацией. Большая часть территории (до 60%) занята степями — петрофитными, настоящими, опустыненными, полупустынными. На выходах горных пород формируются нагорные ксерофитные сообщества (фриганоиды или томилляры), занимающие около 20% площади. Древесная растительность (дубовые и фисташковые редколесья, куртины дубового леса, заросли кустарников) покрывает не более 15% территории. Особую ценность представляет растительность прибрежной литоральной полосы (до 5%).
Фауна Меганома также разнообразна. Здесь гнездятся и встречаются не менее 10 видов редких птиц, включая чёрного коршуна (Красная книга Европы). 13 видов птиц занесены в Красную книгу Украины, среди них жёлтая цапля, белоглазый чернеть, Авдотка, полевой лунь, Сапсан, серый журавль, кулик-сорока, ходулочник, черноголовый хохотун, длинноносый крохаль, хохлатый баклан, Каравайка и розовый скворец. Всего орнитофауна полуострова насчитывает не менее 126 видов. Ихтиофауна включает около 90 видов рыб, из которых 11 занесены в Красную книгу Украины.
Среди морской фауны прибрежной зоны Меганома выделяется мраморный краб (Pachygrapsus marmoratus). Исследования 2021 года показали, что в районе мыса Меганом (наряду с прилегающим Карадагским заповедником) наблюдается относительно высокая концентрация этого вида, местами превышающая 5 экземпляров на квадратный метр. Особи встречаются как на береговой линии у уреза воды, так и на глубине до 2 метров под камнями и в естественных полостях скальных массивов. Мраморный краб включён в Красную книгу Республики Крым (категория 3 — редкий вид) и является единственным черноморским крабом, регулярно выходящим на сушу. Он питается преимущественно водорослями (красные, бурые, диатомовые) и детритом, играя роль в очистке прибрежной зоны, и сам служит пищей для некоторых видов птиц, например, хохотуньи.
Изучение аквального комплекса полуострова Меганом выявило наличие 2 видов морских цветковых растений (из группы Magnoliophyta) и 66 видов водорослей-макрофитов. Среди последних доминируют красные водоросли (Rhodophyta) — 36 видов, также отмечены зелёные (Chlorophyta) — 17 видов и бурые (Phaeophyta) — 13 видов.

## Охранный статус
Полуостров Меганом имеет статус ландшафтного заказника регионального значения Республики Крым «Полуостров Меганом» (ранее комплексный памятник природы местного значения Автономной Республики Крым, решение ВС АРК № 708-5/07 от 19 декабря 2007 года). В 2019 году вокруг горы Меганом была создана особо охраняемая природная территория (ООПТ) регионального значения «Ландшафтно-рекреационный парк „Полуостров Меганом“». Ранее, в 1998 году, согласно Постановлению Верховного Совета Автономной Республики Крым, полуостров Меганом был отмечен как приоритетная территория 1-й категории по сохранению биоразнообразия и включен в перспективную сеть природоохранных объектов Крыма.

## История
Территория Меганома заселена с древности. На мысе обнаружены стоянки и поселения эпохи бронзы (II тысячелетие до н. э.), а также таврские поселения. В 1927 году в обрыве были найдены две таврские обжиговые печи с фрагментами глиняной посуды. В прошлом на склонах Меганома существовали значительные развалины, предположительно греческого поселения, камень из которых использовался для строительства деревни Токлук (ныне Богатовка).
В советское время значительная часть полуострова (особенно южная) была труднодоступна из-за расположения там воинской части, что способствовало сохранению естественных природных комплексов.
12-13 апреля 1944 года диверсионная группа Восточного соединения партизан Крыма под руководством Шарко и Сералидзе уничтожила на мысе Меганом немецкий радиолокационный пункт.
Вокруг полуострова расположены населённые пункты: Миндальное (ранее Арка-Дереси), Богатовка (Токлук), Солнечная Долина (Коз) и Прибрежное (Кефессия).

## Хозяйственное использование и антропогенное воздействие

### Ветроэлектростанция
Сильные ветры Меганома использовались для выработки электроэнергии. В 1999 году были заложены фундаменты, а в мае 2002 года открыта Судакская ветроэлектростанция (участок ГП «Донузлавская ВЭС») из 58 ветроагрегатов мощностью 100 кВт каждый. Однако из-за ошибок проектирования, отсутствия обслуживания и повреждений станция длительное время не функционировала или работала частично. К 2020-м годам большинство агрегатов демонтировано, на их месте установлены новые, более современные. Строительство ВЭС нанесло ущерб ландшафту.

### Арт-кластер «Таврида»
В западной части полуострова, в Капсельской бухте, с 2019 года ведётся строительство образовательного центра для молодых деятелей культуры и искусств «Академия творческих индустрий „Меганом“» в рамках проекта арт-кластера «Таврида». Запуск академии был запланирован на 2023 год.

## Экологические проблемы и скандалы
В 2019 году сообщалось об изменении границ охранной зоны, что, по мнению некоторых экологов и общественников, создало угрозу для уникального природного комплекса и могло способствовать застройке части территории. Строительство объектов арт-кластера «Таврида» также вызывало обеспокоенность относительно его влияния на экосистему Капсельской бухты и прилегающих территорий Меганома.

## Топографические карты
- Лист карты L-36-119 Щебетовка. Масштаб: 1 : 100 000. Состояние местности на 1988 год. Издание 1989 г.